# Кобзівське газоконденсатне родовище
Кобзівське газоконденсатне родовище — газоконденсатне родовище розташоване в Берестинському районі Харківської області.

## Опис
Належить до Машівсько-Шебелинського газоносного району Східного нафтогазоносного регіону України.
Відкрите ДК «Укргазвидобування» в 2002 році на глибинах 3200—3600 м у відкладах Картамишської світи нижнього перму.
Розробка розпочалась наступного року після відкриття. Станом на 01.01.2011 р. в межах родовища пробурено 83 свердловини, з яких 33 пошукові та розвідувальні. За період по 2008 рік ввели в дію три установки підготовки газу загальною потужністю 7 млн м³ на добу, за цей же час видобули 2,7 млрд м³. Пік видобутку припав на 2012 рік із показником 1,552 м³, після чого виробництво почало знижуватись через падіння пластового тиску. Для підтримки видобутку у липні 2015 року розпочалось заведення газу родовища на Хрестищенську дотисну компресорну станцію.
За даними на 2015 рік початкові запаси родовища становлять 43,4 млрд м³.
Оскільки існують прогнози великих ресурсів вуглеводнів у залягаючих нижче горизонтах середнього і нижнього карбону, пробурено 3 пошукових свердловини глибиною до 6 300 м.